# Leo Esaki
Esaki Leo (született: Esaki Reona, japánul: 江崎 玲於奈) (Oszaka, 1925. március 12. –) japán fizikus, 1973-ban Ivan Giaeverrel és Brian Josephsonnal megosztva kapta meg a fizikai Nobel-díjat. A szilárdtestek és a szupravezetés vizsgálatával foglalkozik.

## Élete
1947-ben végzett a Tokiói Egyetem fizikus szakán és a Kobe Kogyo vállalathoz ment dolgozni. 1956-ban a Sony vezető fizikusa lett. PhD-fokozatát 1959-ben szerezte meg a Tokiói Egyetemen. A Sonynál a szakterülete a kvantummechanika volt, elsősorban az alagúthatással foglalkozott. Kidolgozta, hogy különféle szennyeződések bevitelével miként lehet módosítani a félvezetők viselkedését, kísérletei közben fedezte fel az alagút-diódát (Esaki-dióda). 1960-ban IBM-ösztöndíjat kapott, az Egyesült Államokba ment, ahol az IBM yorktowni kutatólaboratóriumában folytatta kutatásait.
1998-ban megkapta a Japán Díjat.